# FLAC

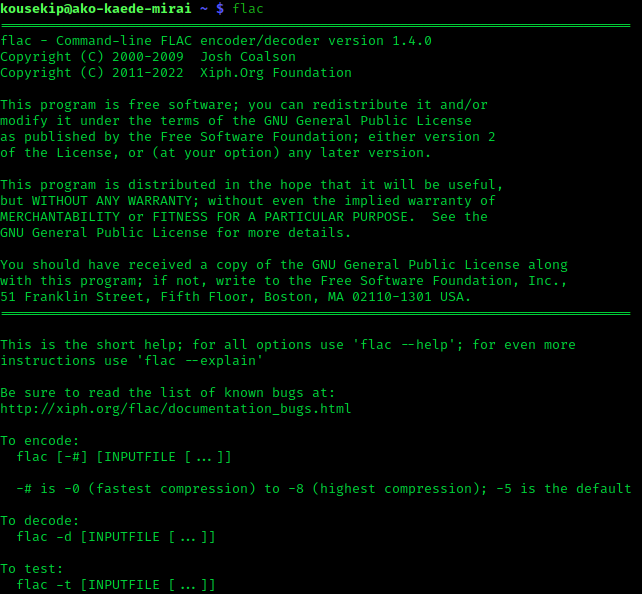

FLAC là chữ viết tắt từ tiếng Anh (Free Lossless Audio Codec), là một dạng định dạng dùng để nén nhỏ dung lượng của một file âm thanh mà không làm mất đi lượng tín hiệu vốn có. Flac là 1 kiểu nén file bảo toàn dữ liệu (lossless compression), không giống như định dạng MP3, WMA, OGG, MPC, ATRAC, ACC hay Vorbis,... Các dữ liệu âm thanh khi nén dạng FLAC sẽ thu gọn được khoảng 30% kích thước gốc. Điểm tối ưu khiến FLAC dần trở thành một chuẩn nén âm thanh được ưa chuộng là khi một nguồn âm thanh (đĩa CD, băng từ, đĩa than v.v.) được nén dưới dạng FLAC, khi cần có thể giải nén và nhận lại trọn vẹn những file nhỏ ở trong mà không thất thoát đi đơn vị dữ liệu âm thanh nào.

## Giải mã Flac
Hiện nay trên thị trường đã xuất hiện rất nhiều mẫu máy nghe nhạc có khả năng xử lý định dạng lossless (Flac). Từ chiếc máy vài triệu đồng tới vài chục triệu đồng đã có thể xử lý tốt các đuôi nhạc này. Sandisk Sansa Clip là một mẫu máy nghe nhạc rẻ tiền nhưng làm việc này rất tốt. Chỉ với hơn 1 triệu đồng bạn đã có thể sở hữu một chiếc máy nghe nhạc nhỏ gọn và chơi được nhạc lossless. Ngoài ra còn rất nhiều đời máy cao cấp khác có tích hợp tính năng này.
Nếu bạn chỉ nghe trên máy tính thì đã có khá nhiều ứng dụng tương thích với Windows hỗ trợ giải mã các định dạng này. Ứng dụng tiêu biểu đó là Foobar 2000. Đây là một ứng dụng có giao diện đơn giản, dễ sử dụng, dễ cài đặt và nhiều tùy biến đẹp. Đồng thời Foobar 2000 cũng hỗ trợ giải mã rất nhiều định dạng âm thanh, trong đó có các định dạng lossless.
Thường thì một file định dạng FLAC có cùng tần số lấy mẫu sẽ có dung lượng chỉ bằng 1/2 dung lượng của file WAV (tức là chiếm khoảng 5MB cho một phút âm thanh). Tại sao lại nói là nén bảo toàn nội dung? Bởi các thuật toán nén trong FLAC không gạt bỏ bất cứ một tín hiệu âm thanh nào và bạn hoàn toàn có thể giải nén từ một file FLAC ra thành một file WAV.

## Lịch sử
Được phát triển vào năm 2000 bởi Josh Coalson. Phiên bản đóng gói đầu tiên 0.5 được phát hành vào 05/01/2001 và phiên bản 1.0 được phát hành vào ngày 20/07/2001.
Vào 29/01/2003 Xiph.Org thành lập quỹ kết hợp với dự án FLAC dưới tên Xiph.Org, Xiph.Org cũng là một kho các dạng nén miễn phí khác như Vorbis, Theora và Speex.